# Hémimétabole
Les Hémimétaboles sont un type d'insectes Ptérygotes hétérométaboles, c'est-à-dire sans stade immobile entre la larve et l'adulte. Il y a trois stades : œuf, larve et adulte, ou imago. Ils diffèrent des amétaboles par l'existence de cette mue imaginale.
Larve et adulte vivent souvent dans des milieux différents (stade larvaire aquatique, par exemple). Cette caractéristique de développement leur permet d'occuper des niches écologiques différentes. Ceci a pour avantage de ne pas entrer en compétition notamment en ce qui concerne les ressources alimentaires.
Un stade supplémentaire (sub-imago) existe chez les Ephemeridae, alors que le dernier stade larvaire est immobile chez les Thysanoptères, ainsi que chez les Aleyrodidae (Homoptères).

## Exemples d'Hémimétaboles
Ordres des :
- Ephemeroptera
- Odonata

Famille des :
- Cicadidae